# Pontenx-les-Forges
Pontenx-les-Forges – miejscowość i gmina we Francji, w regionie Nowa Akwitania, w departamencie Landy.
Według danych na rok 1990 gminę zamieszkiwało 1138 osób, a gęstość zaludnienia wynosiła 14 osób/km² (wśród 2290 gmin Akwitanii Pontenx-les-Forges plasuje się na 379. miejscu pod względem liczby ludności, natomiast pod względem powierzchni na miejscu 52.).